# 沃尔特·亚当斯
沃尔特·西德尼·亚当斯（英語：Walter Sydney Adams，1876年12月20日—1956年5月11日）是一名美国天文学家。主要从事光谱观测和研究，提出判断恒星是巨星还是矮星和估计恒星距离的方法，并确认了天狼星B是白矮星。

## 生平
亚当斯1876年出生于土耳其安塔基亞的一个美国传教士家庭，1885年移居美国。1898年亚当斯毕业于达特茅斯学院。1900年获得芝加哥大学硕士学位，在慕尼黑逗留一年后，他返回美国后曾与著名天文学家乔治·海尔共同工作。1903年，他随海尔来到新建的威尔逊山天文台，1923年到1946年期间担任威尔逊山天文台台长。1956年亚当斯在美国加利福尼亚州的帕萨迪纳去世。

## 研究
亚当斯在威尔逊山天文台，主要使用两台反射望远镜从事恒星光谱方面的研究，与德国天文学家阿諾德·科爾許特（Arnold Kohlschütter）一道研究了太阳以及其它恒星的光谱。发现了谱线的相对强度与绝对星等的关系，这个关系可以用来测定恒星是巨星还是矮星。他还引入分析分光视差的方法，用来估计恒星的距离。
1915年，他开始从观察到的光谱中研究天狼星的伴星——天狼星B，发现虽然其大小仅比地球稍大，质量却和太阳相当，这是人类证认的第一颗白矮星。并借助广义相对论预言天狼星B的引力场会导致光波发生红移。1924年他实际观测到了红移，证实了自己的推测，也为广义相对论提供了证据。他还在金星的红外光谱中发现了强烈的二氧化碳谱线。

## 奖项和荣誉
亚当斯曾经获得1917年的英國皇家天文學會金質獎章，1918年获得亨利·德雷伯奖章，1928年获得布鲁斯奖。为纪念他，第3145号小行星被命名为沃尔特·亚当斯，火星上的一座环形山也以他的姓氏命名。